# Florence Arthaud
Florence Arthaud (Boulogne-Billancourt, 28 de outubro de 1957 — Villa Castelli, Argentina, 9 de março de 2015) foi uma velejadora francesa. Era filha de Jacques Arthaud, o fundador das edições Arthaud.
Era conhecida em França como la petite fiancée de l'Atlantique  (a pequena noiva do Atlântico) por ter sido a primeira mulher a bater, em 1990, o Recorde da travessia do Atlântico Norte à vela em 9 dias 21 horas e 42 minutos batendo o recorde de Bruno Peyron por dois dias. 
Em 1986, durante a Route du Rhum, desvia a sua rota para prestar socorro a Loïc Caradec mas só encontra o seu veleiro capotado .
Foi uma das vítimas do acidente aéreo entre dois helicópteros ocorrido em 9 de março de 2015 no noroeste da Argentina, onde estava a preparar um programa de telerrealidade do canal francês TF1.